# Semadam Asal
Semadam Asal is een bestuurslaag in het regentschap Aceh Tenggara van de provincie Atjeh, Indonesië. Semadam Asal telt 621 inwoners (volkstelling 2010).